# The Moody Blues

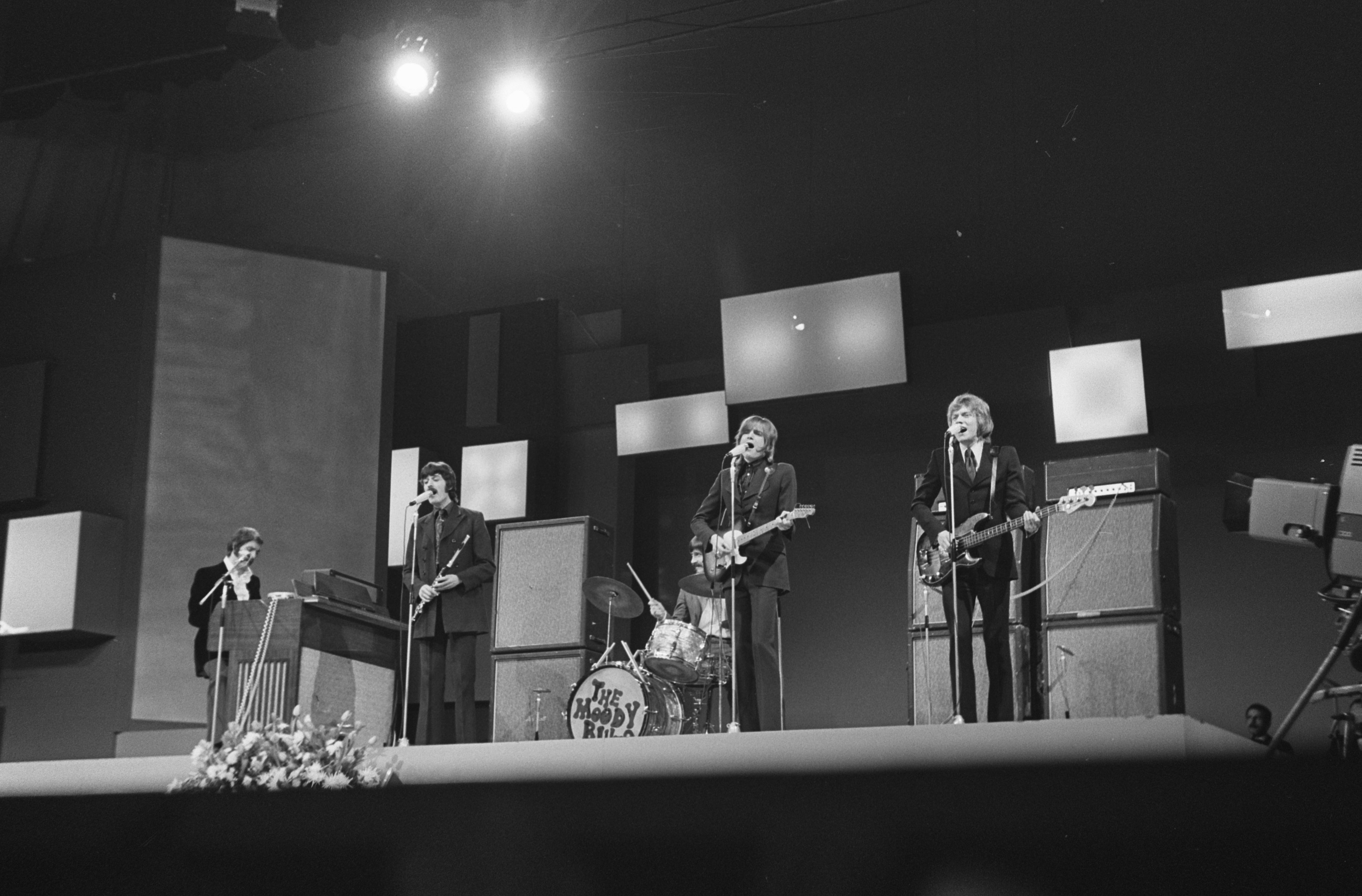
The Moody Blues (1969)

The Moody Blues fue un grupo de rock de Reino Unido que se formó en Birmingham en 1964. Su primera voz fue Denny Laine, que más adelante sería compañero de Paul McCartney en Wings. También participaban en el grupo Graeme Edge (batería), Ray Thomas (flauta y voz), Clint Warwick (bajo y voz) y Mike Pinder (teclados y voz). 
Sus comienzos fueron como una banda de R&B típica de la Inglaterra de la época, y sacan su primer sencillo, Steal Your Heart Away, en septiembre de 1964. No fue hasta su segundo sencillo, Go Now with the Moody Blues, cuando prueban las mieles del éxito y ventas, lo que les permite salir de gira por los Estados Unidos y editar su primer LP, The Magnificent Moodys (Go Now en Norteamérica).
Tras el primer disco, Denny Laine cedió su sitio a Justin Hayward (guitarra y voz) y se incorporó al grupo John Lodge (bajo y voz). Su segundo trabajo, Days of Future Passed (1967), representó un enorme cambio en sus planteamientos musicales y representó un enorme éxito. Hoy es considerado uno de los mejores discos de la historia, habiéndose reeditado en multitud de ocasiones. El disco contenía una de sus canciones más exitosas, "Nights in White Satin".
La concepción del disco fue un cúmulo de aciertos y casualidades. La compañía discográfica buscaba una versión rock de la sinfonía de Antonín Dvořák Sinfonía del Nuevo Mundo, pretendiendo con ello potenciar y rentabilizar los nuevos aparatos estéreos de los estudios. Los Moody Blues, sin conocimiento de la sinfonía y con la buena vista del productor, Tony Clark, lo convirtieron en una obra personal (con la orquesta perfectamente ensamblada), un álbum conceptual que fue el disco más representativo de lo que en esos años se llamó rock psicodélico.
Otros discos de éxito fueron On the Threshold of a Dream (1969), A Question of Balance (1970) o, su último gran éxito, Long Distance Voyager (1981). 
El resto es historia, con los Moody Blues funcionando hasta el siglo XXI, con cambios (Mike Pinder abandonó la banda; Ray Thomas se retiró de la música) y reconversiones, pero convertidos en unos clásicos del rock.

## Historia
La historia de The Moody Blues empezó en Birmingham, Inglaterra, donde fue una de las bandas más exitosas de ese tiempo,[cita requerida] llamándose entonces The Riot and The Rebels (1962), siendo sus fundadores Ray Thomas (armónica y vocalista) y Mike Pinder (teclados y vocalista). Pinder dejó la banda, primero para una actuación con Jackie Lynton y luego para hacer su servicio militar en el ejército británico. En mayo de 1963, él y Thomas se reunieron y formaron un grupo llamado The Krew Cats, con el que consiguieron algunos contratos en el continente, especialmente en Alemania, donde las bandas de rock inglesas eran populares. A su regreso al Reino Unido, en noviembre de 1963, Thomas y Pinder decidieron formar un grupo profesional, para lo que se entregaron a la tarea de reclutar a otros miembros de algunos de los grupos más exitosos que trabajan en Birmingham. Esto incluyó a Denny Laine (guitarra y vocalista), Graeme Edge (batería) y Clint Warwick (bajo y vocalista). Debutaron en Birmingham, Inglaterra, en mayo de 1964. Rápidamente, son contemplados por Tony Secunda, un representante de estrellas de rock, y contratan sus servicios como mánager. Inmediatamente realizan una larga gira que concluye con un contrato en el Marquee Club de Londres, del que se deriva un arreglo con la discográfica inglesa Decca Records, cuando el grupo tenía todavía escasamente seis meses de formación. 
El primer sencillo del grupo, Steal Your Heart Away, lanzado en septiembre de 1964, no llega a figurar en el hit parade británico. Su siguiente sencillo, "Go Now", editado en noviembre de 1964, cumplió con todas las expectativas del grupo y más, alcanzando el primer lugar en Inglaterra. En América, se colocó en el número 10. El deseo de la banda es continuar en la línea de éxitos, pero era más fácil decirlo que hacerlo. A pesar de sus esfuerzos por escribir otro hito y acceder al mercado americano, después de esta versión de Go Now, The Moody Blues no volvió a tener otro éxito parecido. A finales de la primavera de 1965, la frustración es palpable dentro de la banda. El grupo decide grabar su cuarto sencillo, From the Bottom of My Heart, un experimento con un sonido diferente; desafortunadamente, el sencillo no pasó en del número 22 del hit parade británico, en mayo de 1965. 
Finalmente, la rutina de recorrer camino sin éxito acumula las tensiones que enfrentaba el grupo y esto es demasiado para Warwick, que sale de la banda en la primavera de 1966; en agosto del mismo año Laine había salido también. Warwick es remplazado por la John Lodge, y posteriormente se suma Justin Hayward, dos piezas fundamentales en el futuro de la banda.
Los Moody Blues reagrupados se proponen, antes que nada, mantenerse a flote financieramente, y deciden tocar principalmente en Europa, grabando ocasionalmente un sencillo. El despegue esperado se da cuando Deram Records, un sello de Decca Label, en 1967, decide que necesita un disco de larga duración para promover su nuevo equipo de sonido Deramic Stereo. The Moody Blues es escogido para el proyecto propuesto, y les encargan elaborar los arreglos de una versión en rock de la clásica Sinfonía del Nuevo Mundo, de Antonín Dvořák; inmediatamente ellos convencen al productor y al ingeniero para abandonar el material propuesto y permitir al grupo usar una serie de sus propias composiciones que denominaban “Un día arquetípico, de la mañana a la noche”. Estos aceptan, y, usando las cintas de la nueva música realizada por la banda, con arreglos de orquesta sinfónica ejecutados por el conductor Peter Knight, se realizó el álbum Days of Future Passed (1967), el cual se volvió un hito en la historia del grupo. La mezcla de rock y los sonidos clásicos era nueva; al principio confundió a la compañía discográfica, pero se convenció y el disco fue producido y sacado a la venta. Este álbum, y sus Nights in White Satin y Tuesday Afternoon, enganchadas armónicamente en el álbum, dieron como consecuencia el siguiente disco, In Search of the Lost Chord (1968); en este nuevo proyecto la banda desecha la orquesta en favor del mellotron, que rápidamente se volvió parte del sonido de la banda.
En 1969 salen a la luz dos nuevos discos, On the Threshold of a Dream y To Our Children’s Children’s, Children; el grupo se encuentra a sí mismo realizando algo importante, y así lo sienten ellos mismos. Trabajan en el estudio con un nuevo proceso llamado overdubbing; con él, empiezan a crear música que correspondía realmente al trabajo de 20 o 30 integrantes de The Moody Blues. 

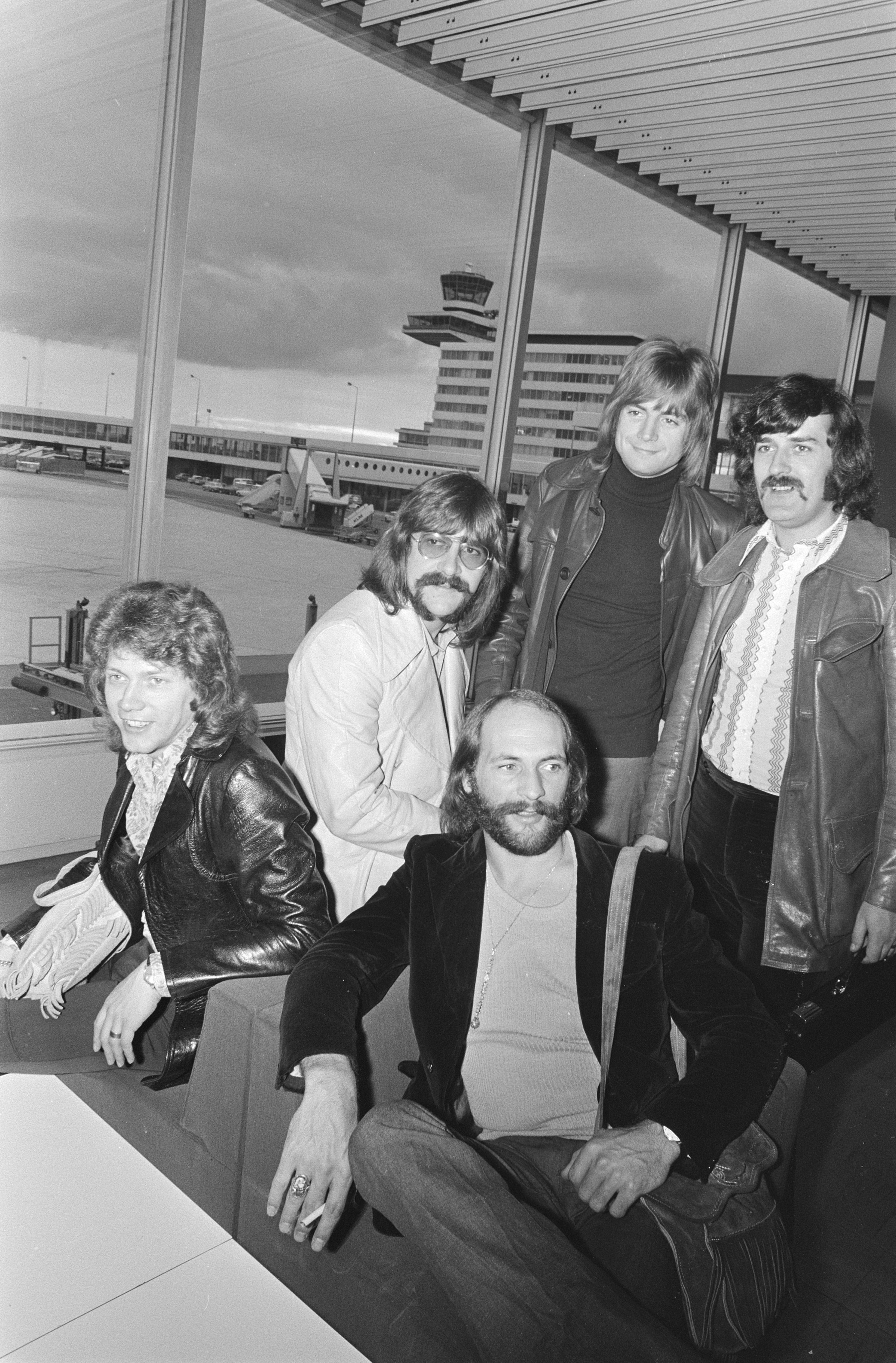
Foto de 1970, en el Aeropuerto de Ámsterdam-Schiphol

La banda se encuentra en una etapa de metamorfosis e inician una nueva vida con el disco A Question of Balance (1970), donde el grupo toma la decisión de tocar en conciertos, reduciendo su dependencia del sistema overdubbing dejando, de esta forma, la responsabilidad del trabajo en el grupo y haciendo más pesado su sonido. Resultado de esta decisión es el disco denominado Every Good Boy Deserves Favour (1971), tal vez uno de los mejores álbumes del grupo, al cual le sigue Seventh Sojourn (1972). La tensión de las giras, las presentación y el trabajo de grabación de cinco firmes años empiezan a pasar la factura, y al término de una extensa gira internacional, la banda decide tomar un descanso que finalmente dura otros cinco años más. Durante este lapso de tiempo sin reunión del grupo, Hayward y Lodge grabaron un álbum a dúo que tuvo mucho éxito, Blue Jays (1975), mientras que los demás miembros de la banda realizaron únicamente discos sencillos.
Para 1977 el grupo decide reunirse para grabar nuevamente; sin embargo, Pinder, que se había cambiado a vivir a California durante el receso de la banda, únicamente se une con ellos para grabar el álbum Octave (1978), pero no participa en las giras de presentación del mismo, siendo sustituido en ellas por el músico Patrick Moraz, un excelente teclista, que ejecuta su trabajo con mucho éxito. Con este álbum, The Moody Blues vuelve a figurar en las listas del hit parade en ambos continentes.
El grupo sigue la inercia temporal de trabajo con un nuevo disco, llamado Long Distance Voyager (1981), más popular y de más éxito que el anterior; continuaron con The Present (1983), un trabajo bien recibido por los fanes del grupo, pero por este tiempo un cismo estaba empezando a desarrollarse entre la banda y la comunidad crítica. Aunque ellos continuaron alcanzando los niveles medios de las listas de popularidad e incluso ascendieron razonablemente cerca de la cima con el sencillo de Hayward "In Your Wildest Dreams" (1986), que es completado en álbum de larga duración por The Other Side of Life (1986), un disco realizado por todo el grupo. A finales de los años ochenta, The Moody Blues transitaba al borde de su energía musical; ellos se percibían como un grupo nostálgico que ya había cumplido sus mejores épocas, pero teniendo un público muy numeroso; aun así sacan a la luz un álbum más, denominado Sur La Mer (1988). 
La década de los noventa nos volvió a dar más de la música de The Moody Blues, y la inician con Keys of the Kingdom (1991). En 1994, una recopilación en un juego de cuatro CD llamado Traveller Time (1994) fue lanzado por su discográfica. Un nuevo esfuerzo fructifica con un disco llamado Strange Times (1999), al que le siguió un álbum grabado en un concierto en vivo que el grupo dio en el Royal Albert Hall (2000) que los colocó al fin en el sitio de honor que merecían, al ser reconocidos por toda la comunidad musical inglesa y mundial, siendo que, finalmente, en el año 2001 les ofrecieron su más reciente grabación, que recibió el nombre de Journey to Amazing Caves (2001), un álbum de música muy fina y que nos indica que la fuerza y el poder de la magia de The Moody Blues continúan.
En la primavera de 1997, PolyGram lanzó remasterizados y actualizó versiones de todos los clásicos del grupo, de álbumes editados a finales de los 60 y 70, con el sonido radicalmente mejorado y las nuevas notas que ofrecen las recolecciones por los miembros de grupo. Cabe destacar que en alguna oportunidad Jeff Lynne de Electric Light Orchestra, mencionó a The Moody Blues como una de las bandas que más lo influenciaron.

## Miembros
- Graeme Edge – batería, percusión, coros, piano (1964–2018)
- Ray Thomas – flauta, armónica, saxofón, oboe, percusión, teclados, voz (1964–2002)
- Mike Pinder – teclados, percusión, guitarra, voz (1964–1978)
- Denny Laine – guitarra, armónica, voz (1964–1966)
- Clint Warwick – bajo, coros (1964–1966)
- Rodney Clark – bajo, coros (1966)
- Justin Hayward – guitarra, teclados, percusión, programación, sitar, mandolina, voz (1966–2018)
- John Lodge – bajo, teclados, guitarra, violonchelo, voz (1966–2018)
- Patrick Moraz – teclados, sintetizadores (1978–1991)

## Discografía
- The Magnificent Moodies / Go Now! (1965)
- Days of Future Passed (1967)
- In Search of the Lost Chord (1968)
- On the Threshold of a Dream (1969)
- To Our Children's Children's Children (1969)
- A Question of Balance (1970)
- Every Good Boy Deserves Favour (1971)
- Seventh Sojourn (1972)
- Octave (1978)
- Long Distance Voyager (1981)
- The Present (1983)
- The Other Side of Life (1986)
- Sur la Mer (1988)
- Keys of the Kingdom (1991)
- Strange Times (1999)
- December (2003)